# Galerija Belgrade
Galerija Belgrade је тржни центар у оквиру Београда на води. Највећи је тржни центар у Србији и југоисточној Европи. Налази се између Куле Београд и моста Газела, а простире се на 300.000 квадратних метара површине, од чега 93.000 квадрата комерцијалног простора и 3.600 паркинг-места.
Изградња је почела 2017. Свечано је отворен 30. октобра 2020. године, а церемонији отварања је присуствовао председник Републике Србије Александар Вучић. Ипак, услед пандемије ковида 19, већина простора тада није добила закупце, док је значајан део предвиђен за конкретне закупце који одлажу почетак рада, тако да су углавном радили угоститељски објекти.

## Галерија
- Галерија (2020)
- Макета Галерије 1
- Макета Галерије 2
- Макета Галерије 3
- Макета Галерије 4
- Макета Галерије 5